# QRpedia

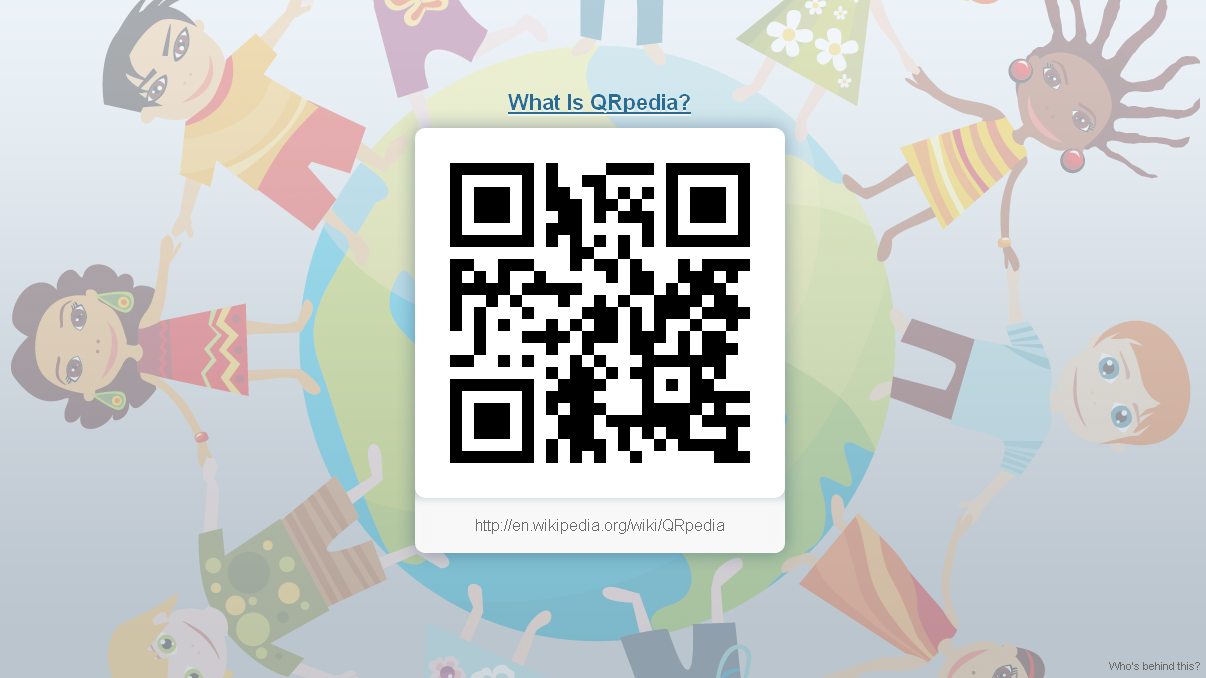
Captura de tela da QRpedia

QRpedia é um sistema baseado em Internet móvel que usa Código QR para direccionar utilizadores para artigos da Wikipédia, no seu idioma de preferência. Códigos QR podem ser gerados facilmente para fazer ligação directa a qualquer URI, mas o sistema QRpedia acrescenta mais funcionalidade. É da propriedade e operado por uma subsidiária da Wikimedia UK.
O sistema foi concebido por Roger Bamkin, um voluntário da Wikipédia, codificado por Terence Eden e revelado em Abril de 2011. É actualmente usado em museus e outras instituições em vários países incluindo Austrália, Bulgária, Espanha, Índia e Estados Unidos. O código-fonte do projecto está licenciado para uso livre segundo a Licença MIT.